# Karsten Groß
Karsten Groß (* 15. Juni 1970 in Frankfurt am Main) ist ein Politiker der CDU und seit 20. Juli 2025 Bürgermeister der südhessischen Doppelstadt Mörfelden-Walldorf.

## Leben
Karsten Groß wurde in Frankfurt am Main geboren und wuchs in Mörfelden-Walldorf auf. Nach dem Abitur studierte er Politikwissenschaft mit den Nebenfächern Publizistik und Jura in Mainz. Er arbeitete als Journalist, in verschiedenen PR-Agenturen sowie für die Stadt Rüsselsheim. Er war weiter als Marketing-Leiter sowie Kommunikationschef tätig.
Von 1993 bis 2021 war Groß Stadtverordneter in Mörfelden-Walldorf, dabei von 2001 bis 2021 Fraktionsvorsitzender der CDU-Fraktion, mit einer kurzen Pause 2016/2017. Seit 1. August 2021 ist er erster Stadtrat von Mörfelden-Walldorf.
Am 30. März 2025 gewann Groß mit 52,47 % der Stimmen die Bürgermeister-Stichwahl gegen Amtsinhaber Thomas Winkler (Grüne). Bei der Wahl am 16. März 2025 hatte Groß mit 30,78 % der Stimmen noch hinter Winkler (35,85 %) gelegen.
Groß ist seit 2015 mit Parissa Abdi verheiratet und hat einen erwachsenen Sohn.